# مرد دوچهره (فیلم ۱۹۴۷)
زندگی دوگانه (به انگلیسی: A Double Life) فیلمی ۱۰۴ دقیقه‌ای به کارگردانی جرج کیوکر با بازی نورما شیرر محصول کشور ایالات متحده آمریکا است.